# Luc a Lucette
Luc a Lucette (ve francouzském originále Luc et Lucette) je opéra comique o jednom dějství francouzského skladatele Jacquese Offenbacha na libreto Philippa-Augusta Pittauda de Forges a Eugèna Roche z roku 1854. Poprvé byla poloscénicky uvedena 2. května 1854 v pařížské Herzově koncertní síni (Salle des Concerts Herz, častěji jen „salle Herz“).

## Vznik a charakteristika
Jacques Offenbach byl již ve 40. letech 19. století v Paříži znám nejen jako violoncellový virtuos, ale i autor především salonní instrumentální i vokální hudby; od roku 1850 byl rovněž dirigentem orchestru Comédie-Française. Jeho největším zájmem však bylo hudební divadlo a od poloviny 40. let se pokoušel se svými díly žánru opéra comique (tj. oper s mluvenými dialogy) dostat na jeviště. Jenže privilegia pařížských divadel vyhrazovala původní hudebně dramatická díla jen úzké skupině z nich: pro opéru comique to byla pouze Opéra-Comique a Opéra-National. Avšak Opéra-Comique, která od skladatele roku 1846 objednala jeho první jevištní dílo Přístěnek (L'Alcôve), ho nikdy neuvedla, ani neprojevila zájem o jeho další tvorbu, a nadějnou spolupráci s Opéra-National zmařil její bankrot roku 1848. O tom, že úřady berou divadelní privilegia velmi vážně, se Offenbach přesvědčil roku 1853, když dosáhl toho, že divadlo Théâtre des Variétés uvedlo jeho jednoaktovku Pepito – na stížnost Opéry-Comique byla po několika představeních zakázána. Jedinou Offenbachovou možností bylo představit svá díla veřejnosti na jednorázových koncertech, které sám každoročně organizoval. Tak Přístěnek byl poprvé proveden na koncertě v salle Moreau-Santi 24. dubna 1847, následující Mathurinův poklad (Le Trésor à Mathurin) 7. května 1853 v Herzově koncertní síni (salle Herz), a na stejném místě se o rok později, 2. května 1854, konal další koncert, jehož bohatý program byl zakončen poloscénickým provedením nové Offenbachovy opéry-comique Luc et Lucette.
Libreto k této jednoaktové opeře napsali skladatelův blízký přítel Philippe-Auguste Pittaud de Forges a zkušený autor vaudevillů Eugène Roche. Jednalo se o dílo menšího rozměru než předchozí, pro pouhé dva zpěváky (Přístěnek a Pepito mají po třech osobách a Mathurinův poklad čtyři). Pro předvedení získal manžele Meilletovy z Théâtre-Lyrique (nástupce Théâtre-National). Podobně jako tři předchozí scénická díla byl Luc a Lucette lyrickou komedií odehrávající se ve venkovském prostředí – i proto Jules Lovy v Le Ménéstrel nazval tuto drobnou operu „pastorální operetou“.
O této opeře se zachovaly jen tiskové zprávy, nejobšírnější od Julese Levyho: „Upustíme od rozboru tohoto kusu, jehož podstata se příliš neliší od Le Trésor à Mathurin, od Bonsoir, voisin [jednoaktová opéra comique Ferdinanda Poisa hraná ve stejné době v Théâtre-Lyrique] a jiných hříček stejného druhu. Hudba sestává z příjemných kousků, kterým manželé Meilletovi vtiskli výtečný ráz. Zvláštním požitkem byla velká komická scéna, ve které Meillet vypráví vesnickou historku, doprovázeje se na violoncello; tuto scénu skladatel vybavil přehršlí různorodých přísad, dokonce i Lutherovým chorálem! Zmíníme ještě pěkné duettino, kuplet Le vin, le vin, něžnou romanci paní Meilletové a dialogický kuplet Toc, toc.“ Časopis La France musicale zmiňuje mezi hudebními čísly ještě švýcarskou píseň o zvonečcích a charakterizuje Luc a Lucette jako „malé mistrovské dílo, důstojný protějšek Pepita“.
List Le Figaro v říjnu 1854 zmiňuje, že manželé Meilletovi tuto drobnou operu později zpívali úspěšně zpívali v lázních Vichy a že ji mělo do několika dní převzít do repertoáru jejich domovské divadlo Théâtre-Lyrique. Ale nestalo se tak, a i když Offenbach o několik let později založil vlastní divadlo Théâtre des Bouffes-Parisiens, Luc a Lucette v něm neuvedl – na rozdíl od Pepita a Mathurinova pokladu, který přepracoval na Zasnoubení při lucernách. Text ani hudba Luc a Lucette (stejně jako původní verze Mathurinova pokladu) se nedochovaly a není ani známo, zda Offenbach hudbu z této opery využil v některém svém pozdějším díle, jako to učinil s jednou písní ze své první opery Přístěnek.

## Osoby a první obsazení
| osoba     | hlasový obor | světová premiéra (2. 5. 1854)   |
| --------- | ------------ | ------------------------------- |
| Luc       | baryton      | Auguste-Alphonse-Edmond Meillet |
| Lucette   | soprán       | Marie-Stéphanie (Meyer-)Meillet |
| Dirigent: | Dirigent:    | Jacques Offenbach               |